# Distretto di Thyolo
Il distretto di Thyolo (Thyolo District) è uno dei ventotto distretti del Malawi, e uno dei dodici distretti appartenenti alla Regione Meridionale. Copre un'area di 1.715 km² e ha una popolazione complessiva di 458.976 persone. La capitale del distretto è Thyolo. 